# Живојинка Жижа Мажар
Живојинка Жижа Мажар (Ниш, 1926 — Бања Лука, 2000) била је учесница народноослободилачког рата од 1941. до 1945. године и глумица Народног позоришта Републике Српске.
Завршила је Позоришну академију, сада Факултет драмских уметности у Београду и била је чланица Авала филма. Приступила је Народном позоришту Републике Српске у 1954. године, а члан ансамбла је остала до пензионисања. Добитница је бројних нагрда и признања за глумачка остварења. Једна од најважнијих награда је награда Веселин Маслеша Удружења драмских уметника Босне и Херцеговине. Њено извођење улоге Живке министарске у делу Бранислава Нушића Госпођа министарка, бројним критикама је оцењена као маестрална, чиме је стекла препознатљивост широм бивше Југославије. Умрла је 2000. године у Бања Луци.